# كيوي (أسطورة)
كيوي (بالإنجليزية: Kiwi)‏ طائر كبير في نيوزيلاند لا يستطيع الطيران. وقد خلقه الرب تان من القرع.